# バンデリョス原子力発電所
バンデリョス原子力発電所（スペイン語: Central nuclear de Vandellós）はスペインのカタルーニャ州のコマルカバッシ・カムの自治体バンダリョズ・ダ・ルスピタレート・ダ・リンファン内のコイ・ダ・バラゲーに存在する原子力発電所。
1号機はフランスのサン＝ローラン＝デ＝ゾー原子力発電所のUNGG炉を基にした508MWeの二酸化炭素ガス冷却炉である。これは1989年10月に備え付けられているターボ発電機2機のうち1機で冷却用水素が漏れ出し火災がおきた。放射能放出はなかったものの、1990年7月31日に廃炉となった。
2号機は1080MWeの加圧水型原子炉である。さらに3号機が計画されていたがこれは1995年9月2日に断念された。
発電所は72%をエンデサが28%をイベルドローラが保有している。

## 関連画像

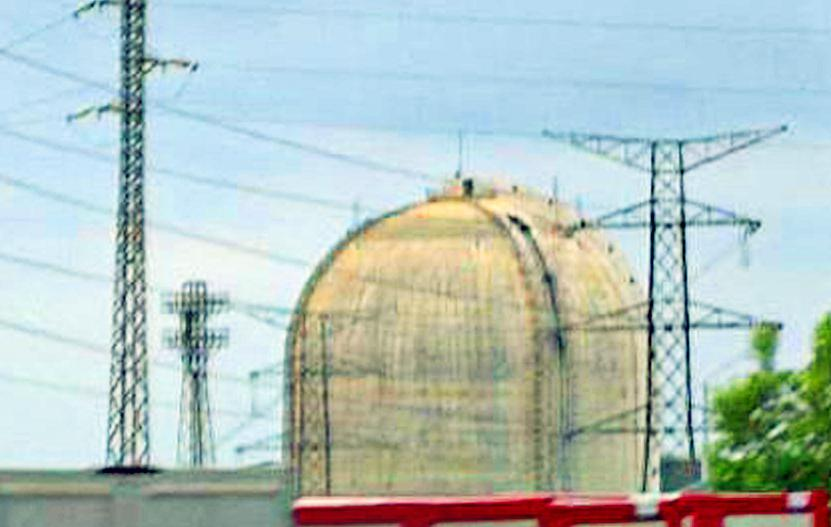
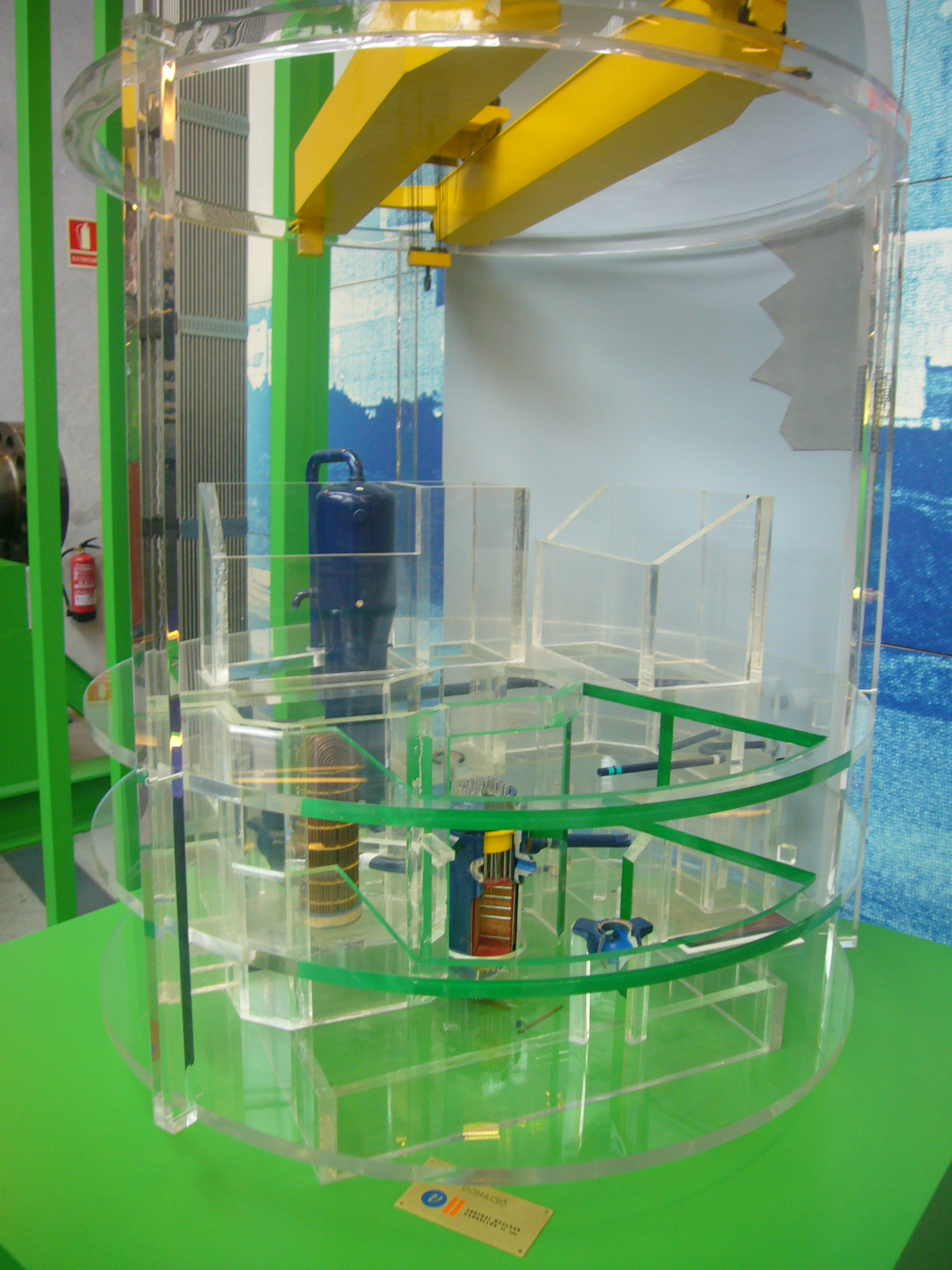
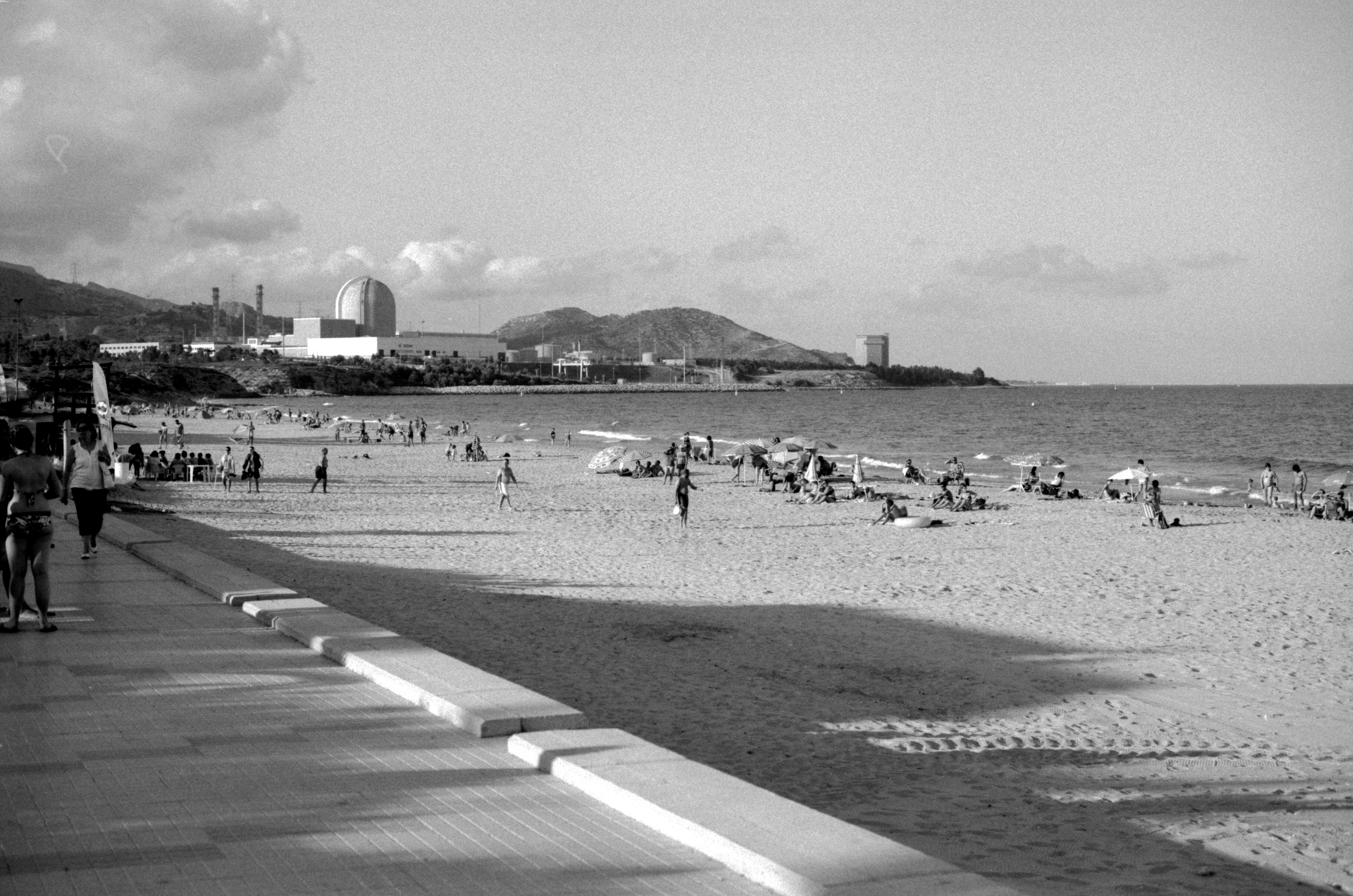
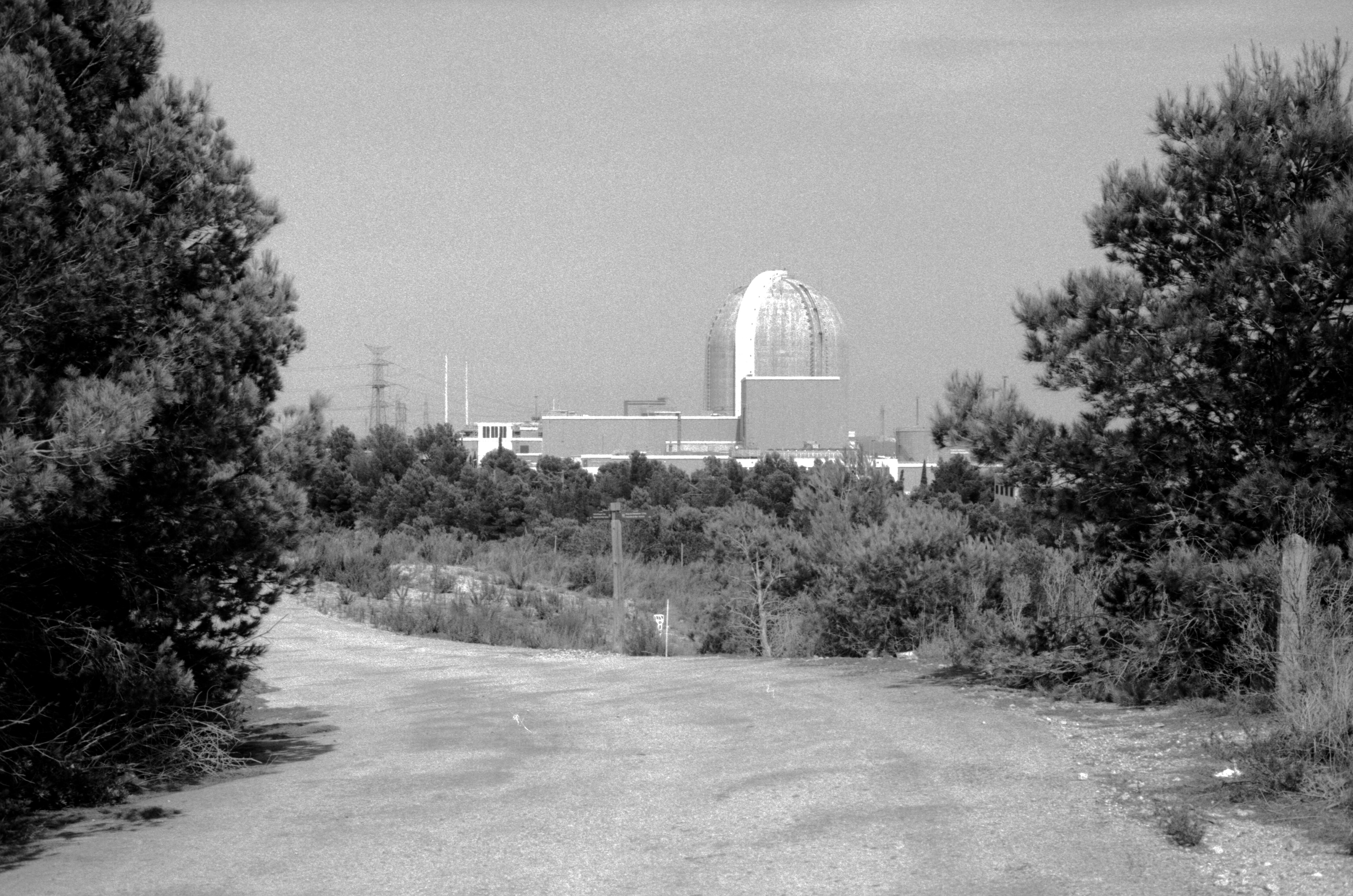
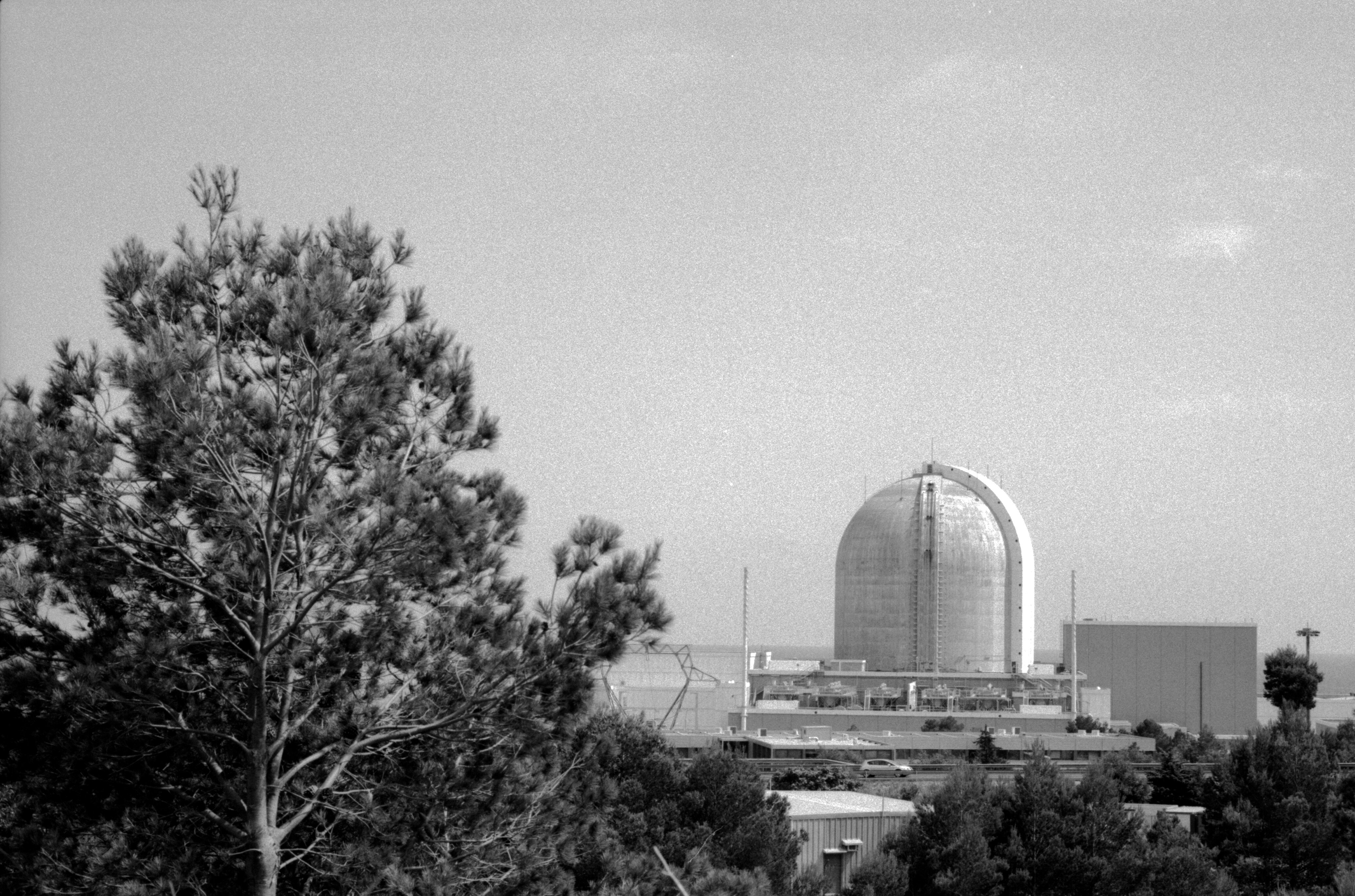

## 原子炉
| 原子炉              | 形式           | 純発電量 | 総発電量 | 建設開始       | 送電網同期     | 商用運転     | 停止               |
| ------------------- | -------------- | -------- | -------- | -------------- | -------------- | ------------ | ------------------ |
| 1号機 (Vandellòs-1) | UNGG原子炉     | 480 MW   | 500 MW   | 1968年6月21日  | 1972年5月6日   | 1972年8月2日 | 1990年7月31日      |
| 2号機 (Vandellòs-2) | 加圧水型原子炉 | 1045 MW  | 1087 MW  | 1980年12月29日 | 1987年12月12日 | 1988年3月8日 |                    |
| 3号機 (Vandellòs-3) | 加圧水型原子炉 | 900 MW   | 1000 MW  |                |                |              | 1995年9月2日に中断 |

## 註
1. ↑  “バンデリョス原子力発電所1号機の火災事故”. 原子力百科事典ATOMICA. 2012年9月4日閲覧。
2. ↑  Power Reactor Information System der IAEA: „Spain, Kingdom of Power Reactors“ Archived 2012年3月3日, at the Wayback Machine. (englisch)
3. ↑  Kernkraftwerk Vandellos-3 im PRIS der IAEA (englisch)